# Turm (Schiffsteil)

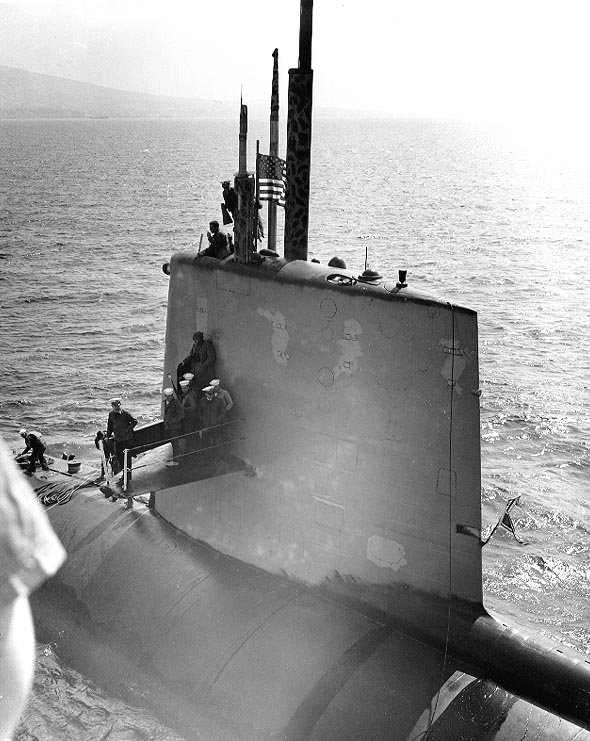
Turm der Scorpion

Der Turm ist ein Teil eines U-Bootes, der auch Segel (als Übersetzung des englischen Terminus sail) genannt wird.
In historischen Booten befand sich der Kontrollraum häufig im Turm, daher wurde dieser Conning Tower oder kurz Conn (von engl. to con: navigieren, andere Interpretation: von to control) bekannt. Heute wird die Kommandozentrale, die innerhalb des Bootskörpers liegt, Conn genannt.
Am Turm sind bei einigen U-Booten, zum Beispiel bei frühen flights (also der ersten Bauserie) der Los-Angeles-Klasse, die Tiefenruder angebracht. Bei moderneren Booten sind diese am Rumpf befestigt und einziehbar, um ein Auftauchen durch Oberflächeneis zu erleichtern. Weltkriegsboote waren häufig mit einem sogenannten Wintergarten ausgerüstet.
Des Weiteren beherbergt der Turm sämtliche Antennen (normalerweise eine Antenne für Fernmelde- und elektronische Aufklärung, ein Radar, und eine Funkantenne) sowie die Periskope bzw. Optronikmasten. Diese werden aus der Oberkante des Turms ausgefahren.

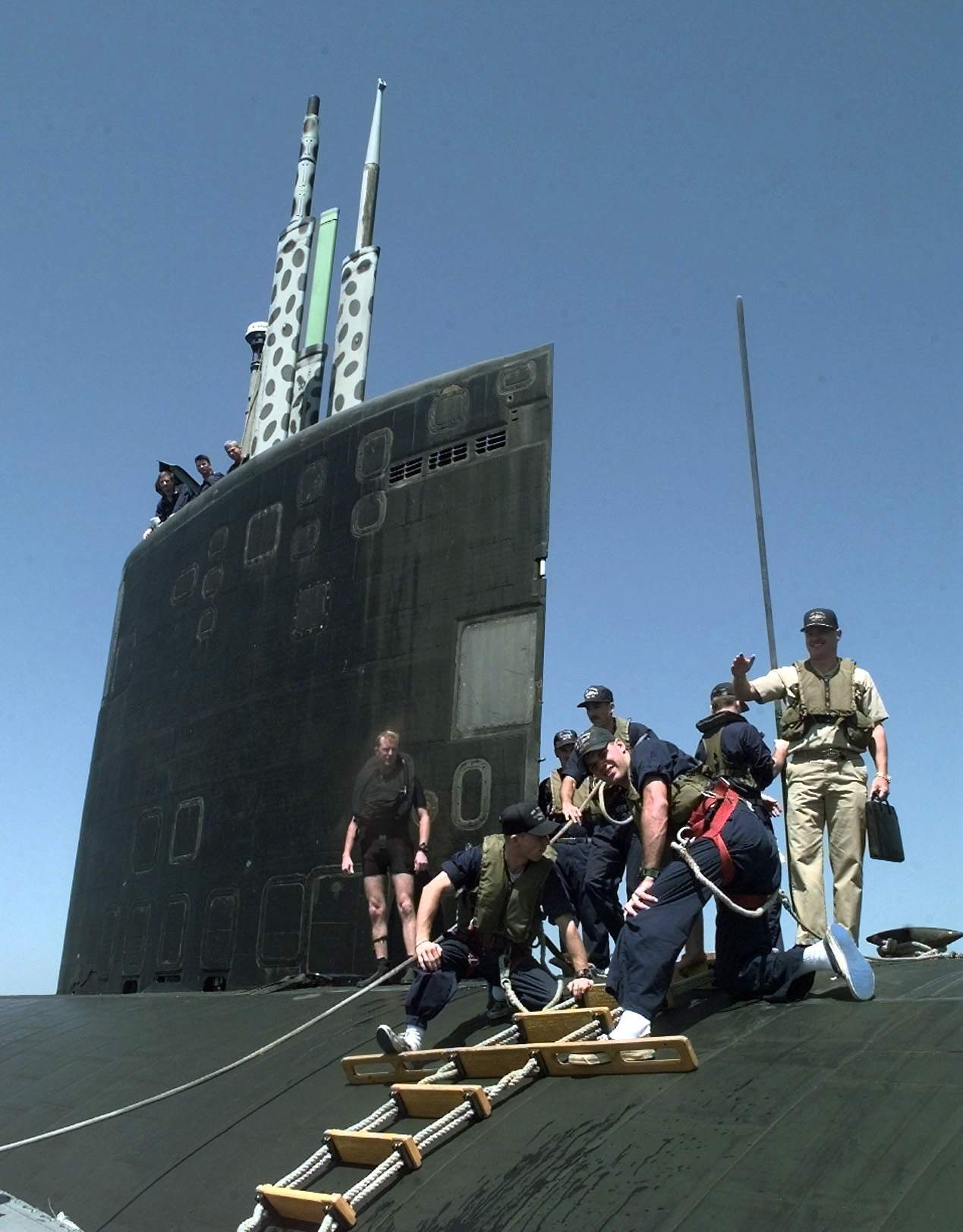
Turm der Tucson, ohne Tiefenruder

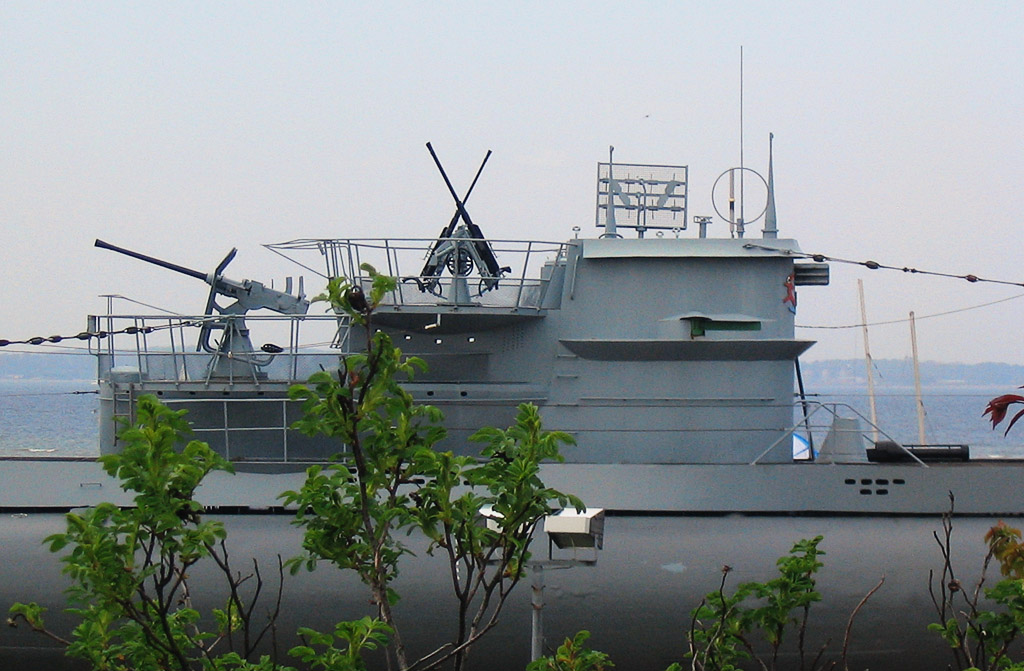
Turm von U 995 mit Wintergarten

Auf dem Turm befindet sich außerdem eine kleine (Kommando-)Brücke, die zum Beispiel beim Ein- und Auslaufen aus engen Häfen und beim Durchqueren von Kanälen zum Navigieren benutzt wird.